# Sălcuța (Dolj)
Sălcuţa es una comuna ubicada en el distrito de Dolj, Rumania.

## Superficie
Posee una superficie de 75,56 kilómetros cuadrados.

## Demografía
Hasta 2021 la población era de 2032 habitantes, con una densidad de población de 26,89 habitantes por kilómetro cuadrado.